# Lago Jablanica
Lago Jablanica (en bosnio: Jablaničko jezero) es un gran lago artificial formado por el río Neretva, justo debajo de Konjic, donde el Neretva se expande en un amplio valle. El río proporcionaba gran cantidad de tierra fértil para la agricultura antes de que el lago inundara la mayor parte de ella. El lago fue creado en 1953 después de la construcción de grandes represas hidroeléctricas cerca de Jablanica en el centro de Bosnia y Herzegovina. El lago tiene una forma alargada e irregular. Su anchura varía a lo largo de su longitud. El lago es un destino popular de vacaciones en ese país europeo.